# Poříčany
Poříčany (en allemand : Porschitschan) est une commune du district de Kolín, dans la région de Bohême-Centrale, en République tchèque. Sa population s'élevait à 1 565 habitants en 2020.
Plusieurs scènes du film Hostel, notamment les moments se déroulant dans la gare ont été tournés à Poříčany.

## Géographie
Poříčany se trouve à 6 km au nord-est de Český Brod, à 23 km au sud-sud-est de Kolín et à 35 km à l'est de Prague.
La commune est limitée par Hradištko au nord, par Třebestovice et Milčice à l'est, par Hořany au sud-est, par Klučov au sud-ouest, et par Chrást à l'ouest.

## Histoire
La première mention écrite de la localité date de 1295.